# Orto
Orto är en kommun i departementet Corse-du-Sud på ön Korsika i Frankrike. Kommunen ligger i kantonen Les Deux-Sorru som tillhör arrondissementet Ajaccio. År 2022 hade Orto 71 invånare.

## Befolkningsutveckling
Antalet invånare i kommunen Orto
Referens:INSEE